# Institut de formation des éducateurs du clergé
Pour les articles homonymes, voir IFEC.
L'Institut de formation des éducateurs du clergé (IFEC) est un institut formant les différents membres des séminaires, par le biais d'une instruction sur les doctrines de l'Église catholique.

## Histoire
Le IIe concile œcuménique du Vatican décrète le 28 octobre 1965 qu'un institut doit être fondé pour former les prêtres. Ainsi, la Conférence des évêques de France crée d'abord une commission présidée par Mgr Pierre-Marie Rougé, secondé par le père Constant Bouchaud (membre de la compagnie des prêtres de Saint-Sulpice) et le père Fichelle (originaire du diocèse de Lille).
En novembre 1967, l'IFEC est officiellement fondée, après la délibération de l'Assemblée plénière de l'épiscopat français et le vote quasi unanime de la Conférence des évêques de France. L'ouverture de ses portes étant au départ prévue pour septembre 1968, les événements du mois de mai, qui atteignent également le clergé, repoussent la date à septembre 1969, ouverture qui a alors lieu dans les locaux de l'ancien séminaire Saint-Sulpice à Paris, 6 rue du Regard.

## Statut
L'Institut est sous l'autorité de la Conférence des évêques de France.
Nommés par le Conseil permanent de la Conférence des évêques et sur proposition de la Commission épiscopale, deux membres du clergé dirigent collégialement l'IFEC. Depuis la création de l'Institut, ce sont toujours un prêtre sulpicien et un prêtre diocésain.